# Cryptamorpha lindi
Cryptamorpha lindi es una especie de coleóptero de la familia Silvanidae.

## Distribución geográfica
Habita en el sur de Australia.